# Sicydium tuerckheimii
Sicydium tuerckheimii är en gurkväxtart som beskrevs av Donn. Smith. Sicydium tuerckheimii ingår i släktet Sicydium och familjen gurkväxter. Inga underarter finns listade i Catalogue of Life.